# Irene Paleologa (basilissa dei Romei)
Irene Paleologa (fl. XIV secolo) è stata una nobile bizantina, basilissa consorte dei Romei in quanto moglie del co-imperatore e despota di Morea Matteo Cantacuzeno.

## Origine
Irene era figlia del despota Demetrio Paleologo e di sua moglie Teodora. I suoi nonni paterni erano l'imperatore Andronico II e la sua seconda moglie Violante del Monferrato. Apparteneva dunque alla famiglia regnante di Costantinopoli, e le sue influenti parentele includevano il basileus Michele IX Paleologo e Teodoro del Monferrato. 

## Biografia
Il 26 ottobre 1341 suo suocero Giovanni VI Cantacuzeno fu incoronato imperatore a Didymoteicho, scatenando una guerra civile destinata a durare sino al 1347. Al termine del periodo di belligeranza l'imperatore Giovanni V Paleologo, ancora adolescente, fu costretto ad associare al trono il suocero di Irene. 
Il 15 aprile 1353, però, Matteo Cantacuzeno, marito di Irene, fu incoronato co-imperatore e il conflitto tra Giovanni V e Giovanni VI scoppiò nuovamente. La fazione sostenente il Paleologo temeva infatti che così che il padre del Despota di Morea volesse assicurarsi una successione dinastica.
Ma, all'apice dell'influenza, il 4 dicembre 1354, Giovanni VI abdicò in favore del Paleologo, ritirandosi in un monastero, mentre Giovanni V si assicurava il controllo di Costantinopoli. Matteo Cantacuzeno, ora legittimo oppositore del ventiquattrenne rivale, riuscì a mantenere il suo titolo imperiale e continuò a dominare gran parte della Tracia. Ma nel febbraio 1356 lui e Irene furono catturati dalle forze dell'imperatore serbo, alleato di Giovanni V, a cui vennero consegnati l'anno seguente. Matteo Cantacuzeno fu costretto ad abdicare come il padre, ed Irene cessò di essere considerata sovrana. Morì probabilmente in quel lasso di tempo. 

## Matrimonio e discendenza
La Storia di Giovanni VI Cantacuzeno, cronaca contemporanea ad Irene, fissa il matrimonio della Paleologa con Matteo al 1340. 
Ebbero almeno sei figli: 
- Giovanni Cantacuzeno (1342 - 1361), despota.
- Demetrio I Cantacuzeno (1343 - 1383), sebastocratore e suo successore alla guida del despotato di Morea.
- Teodora Cantacuzena, suora.
- Elena Asanina Cantacuzena, sposò Louis Fadrique, conte di Salona.
- Maria Cantacuzena, sposò Giovanni Laskaris Calofero, senatore di Cipro.
- Teodoro Cantacuzeno, ambasciatore del Regno di Francia e della Repubblica di Venezia[2]